# جون سالتر (فنان قتال مختلط)
جون سالتر (بالإنجليزية: John Salter)‏ هو فنان قتال مختلط أمريكي، ولد في 21 مارس 1985 في غاردنديل في الولايات المتحدة.

## وصلات خارجية
- جون سالتر على موقع يو إف سي (الإنجليزية)
- جون سالتر على موقع بيلاتور (الإنجليزية)
- جون سالتر على موقع شيردوغ (الإنجليزية)
- جون سالتر على موقع IMDb (الإنجليزية)